# Hydriomena perfracta
Hydriomena perfracta là một loài bướm đêm trong họ Geometridae.